# Ніколай Марков
Ніколай Георгієв Марков - болгарський політик, голова партії «Велич». Відомий своїми русофільськими ідеями на межі з болгарофобією та заявами про співпрацю з російською розвідкою.

## Біографія
Ніколай Марков народився 26 квітня 1970 року. Закінчив військовий університет у Велико-Тирново. Додатково отримав спеціальність «Правознавство». 1 жовтня 1993 року перейшов на службу в Національної служби безпеки (НСБ) Болгарії, де обіймав посади «розвідника», «інспектора» та «старшого інспектора» в різних структурних підрозділах з охоронними функціями.
Працював в НСБ до 26 березня 2007 року, коли був звільнений у зв’язку з накладенням дисциплінарного стягнення «звільнення», дослужившись до звання підполковника  . Маркова звільнено з НСБ у дисциплінарному порядку за невиконання трьох офіційних розпоряджень щодо перевірки фізичної підготовки офіцерів. Він оскаржив своє дисциплінарне звільнення, але програв справу. Маркова судили за невиконання службових розпоряджень і за образу заступника голови НСБ. Спочатку його засудили до одного року і шести місяців умовного позбавлення волі, а також до виплати компенсації в розмірі 6000 левів. В останньому випадку Верховний суд виправдав його за невиконання наказів, але засудив його до сплати компенсації в розмірі 6000 левів за завдану образу. Попри це, він представляє себе як полковника або навіть генерала, хоча був звільнений  із служби в званні підполковника. 
Після звільнення доцент кафедри національної та міжнародної безпеки в Новому болгарському університеті. Викладає курси щодо протидії організованій злочинності, сучасній розвідці та контррозвідці. 

## Політична кар’єра
Ніколай Марков є частим гостем телевізійних і радіопередач в низці національних медіакомпаній. Серед них: Болгарське національне радіо, Nyuz.bg, BTV, Eurocom TV та багато інших менш популярних ЗМІ.
Він є головою політичної партії «Велич», яка зареєструвала кандидатський список за його участю в якості кандидата у депутати Європарламенту від Республіки Болгарія на виборах 9 червня 2024 року.  Партія є провідником  проросійських і антиєвроатлантичних тез, а також займається поширенням національного нігілізму — заперечує самостійний характер розвитку болгарського народу.
Зокрема, Марков послідовно проводить абсурдні русофільські тези на межі з болгарофобією. У своєму інтерв’ю на YouTube Марков називає Левського «вигаданим героєм», батьків відродженців – «вошами», і заперечує саме існування болгарських національно-визвольних ідей до російсько-турецької війни (1877-1878) у в унісон з тезами про «створення болгарської нації Росією».